# Apexresectie

Animatie van een apexresektion met kanaalvulling

Een apexresectie (apex = punt) of wortelpuntoperatie is een chirurgische procedure in de tandheelkunde waarbij de punt van de wortel en een beetje van het omliggend weefsel wordt weggenomen en waarbij vanaf de punt van de wortel (retrograad) het wortelkanaal hermetisch wordt afgesloten. Hiervoor moet er voordien minstens eenmaal een wortelkanaalbehandeling gebeurd zijn. 
Soms (steeds minder) wordt de wortelkanaalbehandeling gelijktijdig met de apexresectie gedaan. Dit noemt men orthograde vulling.
De reden van een apexresectie is meestal een periapicaal abces dat, of een cyste die chirurgisch verwijderd moet worden.
Door verbeteringen van de wortelkanaalbehandeling wordt er nu meestal gekozen voor een herbehandeling van de wortelkanalen. 
Door technologische vooruitgang kunnen de tandartsen vaak extra kanalen ontdekken die niet voldoende werden behandeld. Kanalen kunnen beter geprepareerd en ontsmet worden en zodoende kan in veel gevallen een apexresectie vermeden worden. Indien deze herbehandeling geen succes is, kan een apexresectie nog een oplossing bieden.

## Procedure
Er wordt een sneetje in het tandvlees gemaakt en het tandvlees wordt een beetje opengeklapt.
Met een fijn boortje wordt er door het bot naar de punt van de wortel geboord.
De ruimte rondom de apex wordt goed gecuretteerd. De cyste of het ontstekingsweefsel wordt verwijderd.
De apex wordt 3 à 4 mm ingekort en bij het einde van het wortelkanaal wordt een kleine vulling geplaatst om het kanaal af te sluiten. Vroeger werd hiervoor amalgaam gebruikt; tegenwoordig vaak MTA.
Tandvlees wordt weer dichtgeklapt en gehecht.
Er zal na enige tijd in deze holte een spontane ingroei van bot plaatsvinden.